# 松井章圭
松井 章圭（まつい しょうけい、韓国名: 文 章圭〈ぶん あきよし/ムン・ジャンギュ、朝: 문장규〉、1963年〈昭和38年〉1月15日 -)は、日本の空手家。国際空手道連盟極真会館の館長。極真空手八段。大東流合気柔術二段。
極真空手界を代表する名空手家の一人で、外国人初の全世界空手道選手権大会王者。大山倍達、盧山初雄と共に日本における極真空手道の普及に貢献した。

## 来歴

### 選手時代
1963年（昭和38年）1月15日、東京都文京区で在日韓国人2世 として東京大学医学部附属病院にて生まれる。族譜は南平文氏の38代目にあたる。後に、父の転居に伴い千葉県柏市に移り住む。
1975年（昭和50年）6月、柏市立柏中学校に入学後、『少年マガジン』に連載されていた『空手バカ一代』を読んで大山倍達に憧れ、それまで習っていた少林寺拳法を辞め、加藤重夫がインストラクターを務める流山市の極真会館千葉北支部（手塚道場）に入門。14歳で当時極真史上最年少の黒帯を取得。本部道場にも出稽古へ行き、山崎照朝に目を掛けられて個人指導を受け、山崎の指示で全盛期の中村誠と組手稽古をしていた。
1980年（昭和55年）11月、第12回全日本空手道選手権大会に出場し初出場4位の成績となる。
1981年（昭和56年）4月、京北高等学校を経て、指定校推薦で中央大学商学部経営学科に入学し後に卒業。中央大学入学と同時に極真会館の内弟子となり若獅子寮に入寮。しかし、古参の門下生からの理不尽な鉄拳制裁から脱する為、川畑幸一の紹介で永田一彦のジムに住み込みを始め、居候となる。この時、渡邊茂と共に寝食と共にする。更に、週に1回盧山初雄の主催する極真会館盧山道場に出入りし、空手道拳道会の中村日出夫が考案した稽古を訓練した。
1981年（昭和56年）11月、第13回全日本空手道選手権大会3位の成績を収める。永田の紹介で、元プロボクサーの吉留一夫からフットワークやパンチの技術を学び、弱点である突きの改善に取り組み始める。
1982年（昭和57年）11月、第14回全日本空手道選手権大会3位の成績を収める。大会後に、総本部の指導員に昇格。3月には、大山倍達がシンガポール軍特殊部隊を指導するのに同行。
1983年（昭和58年）11月、第15回全日本空手道選手権大会8位の成績を収める。この大会の光川勝戦で肋骨が2本折れる。
1984年（昭和59年）、第3回オープントーナメント全世界空手道選手権大会3位の成績を収める。この頃、在日韓国学生同盟（韓学同）に加盟し、あえて日本国籍取得の道をとらぬようになる。姉の尚美（武蔵野音楽大学附属高等学校から国立音楽大学に進学）がウィーン留学。
1985年（昭和60年）11月、第17回全日本空手道選手権大会で優勝。決勝の相手は黒澤浩樹。
1986年（昭和61年）5月、百人組手を達成。同年11月、第18回全日本空手道選手権大会で優勝し2連覇を達成。決勝の相手は増田章。次の第4回世界空手道選手権大会に向けて選出された15名の日本選手団の主将となる。次いで、大山茂の主催するUSA大山カラテに出稽古に行くため渡米。次いで、宮畑豊の紹介で相撲部屋の高砂部屋と九重部屋に出稽古し四股・てっぽう・摺り足・ぶつかり稽古などの相撲の基本稽古を学ぶ。
1987年（昭和62年）11月6日から8日にかけて開催された第4回オープントーナメント全世界空手道選手権大会の決勝でスイスのアンディ・フグをくだし、外国人初の優勝を成し遂げた。しかし、極真会館（松井派）は外国人初の王座を1999年（平成11年）の第7回オープントーナメント全世界空手道選手権大会で優勝したフランシスコ・フィリォとしている。これは当時の松井が日本代表選手団の主将を務めていたことや、総裁である大山の出自をあえて触れないマスメディアの暗黙の了解もあり、松井についても在日韓国人として取り上られなかった。当時の心境を自著『一撃の拳』では「オープントーナメント全世界空手道選手権大会には大韓民国の代表として出場したかったが、大山総裁は認めてくれなかった」と語っている。メディアに対しては「南や北という政治を持ち込みたくなかった。私の立場としては日本道場代表だ」と述べている。
またこの時、俳優の待田京介が撮影したドキュメンタリー映画のフィルムは編集されないまま待田が保有している。

### 引退後
現役選手を引退後、盧山初雄の紹介で拳道会総帥・中村日出夫の知遇を得る。次いで、極真会館関西本部会長でコスモ・タイガー・コーポレーション中庸会（CTC）会長を務める許永中の紹介で、画商であり自由民主党のフィクサーである福本邦雄の門人となる。福本邦雄の下で、研究書の執筆に勤しむ助手として国会図書館や書店などを回り、福本の事務所に出入りする代議士や官僚、経営者をもてなす。
1991年（平成3年）、極真会館に復帰し、浅草に本部直轄浅草道場を開く。指導員は神尾伸幸、村越一由。
1993年（平成5年）、極真会館第二次新会館建設委員会委員長に就任。
1994年（平成6年）4月26日に大山が肺癌で死去した。梅田嘉明、黒澤明、大西靖人、米津等史、米津稜威雄の5名が聖路加国際病院で作成した大山の『“危急時遺言”』によって、松井が後継者に指名された。しかし、大山の遺族は遺言に疑義を抱き、遺言状の有効性について訴えを起こし、東京地裁にて「遺言状は無効」との判決を得た。この騒動をきっかけに極真会館は分裂を始め、「極真カラテ」を標榜する団体が乱立する事態となった。
また、松井は「国際空手道連盟極真会館」の名称を、財団法人を設置しその法人にするのではなく、文章圭本人名義で商標登録し、「株式会社国際空手道連盟極真会館」を設立した。しかし、この商標登録は分裂した他の極真諸派と裁判で争われた結果、2009 - 2010年に大山家の商標登録になった。
1995年（平成7年）4月5日、三瓶啓二を筆頭とする支部長協議会派が全国支部長会議にて館長解任動議を出し、極真会館は分裂（→極真会館#分裂騒動）。新しい運営体制として、統括本部を設け本部長には山田雅稔が、副本部長には浜井識安が就任。最高顧問には郷田勇三が就任し、盧山初雄が補佐した。
1996年（平成8年）、フジテレビの出馬迪男、正道会館の石井和義とK-1について協議。極真会館からフランシスコ・フィリォを参戦させることに合意した。
1998年（平成10年）、大東流合気柔術に正式入門。入門のきっかけは木村達雄 の著書である。
2004年（平成16年）、大東流合気柔術二段を教授される。
2005年（平成17年）10月、恵比寿に“Ichigeki PLAZA”〈一撃プラザ〉を開く。なお、2005年より、約10年間営業していた「一撃PLAZA」の営業を終了。2015年（平成27年）8月、新たに「フラックス コンディショニングス」を代官山にリニューアルオープンした。
2011年（平成23年）11月10日、日本経済新聞が「人材派遣大手の旧グッドウィル・グループ（GWG）による会社買収に絡み、空手団体の「国際空手道連盟極真会館」（東京）の松井章圭館長が東京国税局から買収の成功報酬の申告区分の誤りを指摘され、過少申告加算税を含め約30億円を追徴課税されていたことが、分かった」と報道した。
2015年（平成27年）4月16日、東京・江東区の日本空手道会館において、（公財）全日本空手道連盟と（一財）国際空手道連盟極真会館の間で、2020年東京オリンピックにおける空手道種目の正式採用に向けて覚書を取り交わし、友好団体関係が締結される。同年9月25日、極真会館は、フルコンタクト空手6団体と友好関係を結び、全日本空手道連盟が進める空手の東京オリンピックでの公式競技化活動を支持することを表明した。
2016年（平成28年）1月15日、自らの誕生日にあたり、名前の一文字「圭」の字の上に大山総裁の「大」の文字をいただき「奎」とし、「松井章奎（まついしょうけい）」と改名した。
2023年（令和5年）5月、雇用調整助成金及び緊急雇用安定助成金について、経営するジムにおいて、コロナウイルス感染症の影響により「休業してないにもかかわらず、休業させたとして、虚偽の申請書類を作成し、当該助成金を不正に受給した」として、東京労働局職業安定部職業対策課より、不正受給をした事業主として公表される。不正に受給した額は雇用調整助成金が31,458,418円、緊急雇用安定助成金が278,421円であるが、すでに全額返還されている。

## 人物評
- 「現役時代を通して、堂々と民族を明らかにして活躍し、また現在は極真会館の館長として日本人が失いつつある礼儀と親孝行の大切さを教えている社会的意義は大きい」（張本勲）[29]
- 現役選手時代には、合わせ技・上段廻し蹴り・後ろ回し蹴りなどを得意技とし、大山倍達をして「30年、50年、半世紀に一人現れるか現れないかの人物」[30] と言わしめた。

## 成績
- 1980年（昭和55年） 第12回 オープントーナメント全日本空手道選手権大会 4位
- 1981年（昭和56年） 第13回 全日本空手道選手権大会 3位
- 1982年（昭和57年） 第14回 全日本空手道選手権大会 3位
- 1983年（昭和58年） 第15回 全日本空手道選手権大会 8位
- 1984年（昭和59年） 第3回 オープントーナメント全世界空手道選手権大会 3位
- 1985年（昭和60年） 第17回 全日本空手道選手権大会 優勝
- 1986年（昭和61年） 第18回 全日本空手道選手権大会 優勝
- 1987年（昭和62年） 第4回 全世界空手道選手権大会 優勝

全56試合の通算成績は50勝6敗

## 極真会館の主な師範・支部長
- 郷田勇三
- 磯部清次
- 山田雅稔 - 中央大学商学部の先輩にあたる。
- 川畑幸一
- 八巻建弐
- 小田勝幸
- 今西登之彦
- 木山仁
- 池田祥規
- 森善十朗
- 鎌田翔平
- ルペシ・ダンゴル
- アルトゥール・ホヴァニシアン

## 著書・関連書
- 極真カラテ 我が燃焼の瞬間（とき） （池田書店 1991/12）
- 動体姿勢 （山根悟と共著 ベースボールマガジン社 1997/04）
- 極真新たなる歩み （ぴいぷる社 1998/12）
- 一撃の拳 松井章圭 （北之口太著 講談社 2005/4/1）